# Lot Smith
Lot Smith (15 de mayo de 1830 – 20 de junio de 1892) fue un pionero mormón, soldado, representante de la ley y hombre de la frontera estadounidense . Se hizo conocido como "El Jinete" por sus excepcionales habilidades a caballo, así como por su ayuda en la caza de mustangs salvajes en la Isla Antílope de Utah. Es más famoso por sus hazañas durante la Guerra de Utah de 1857.
Lot Smith fue el primer sheriff del condado de Davis, Utah . También sirvió en la Legislatura Territorial de Utah, sirviendo en la cámara baja y la cámara alta de la legislatura.